# Smart (Hey! Say! JUMP의 음반)
《smart》(스마트)는 Hey! Say! JUMP(헤이! 세이! 점프)의 3번째 정규 음반이다.

## 개요
전작 《JUMP WORLD》로부터 약 2년 만의 정규 음반이다.

## 수록곡
1. ～Prelude of smart～
작곡·편곡: Tommy Clint, Takashi Ohmama
2. FOREVER
작사: Taka Ruscar / 작곡·편곡: Tommy Clint
3. Ready Go
작사: MILK / 작곡: Takuya Harada, Niklas Edberger / 편곡: Niklas
4. Come On A My House
작사: Komei Kobayashi / 작곡: 마카이노 코지 / 편곡: 이쿠타 마신
5. 切なさ、ひきかえに / 안타까움, 그 대신에
작사: 야부 코타 / 작곡: 카와구치 스스무, Joakim Björnberg, Christofer
6. Candle
작사: 야마다 료스케 / 작곡: Takuya Harada, JUNKOO, Fredrik
7. パステル / 파스텔
작사·작곡: 이데 코지 / 편곡: 이데 코지, 마세 마사오
8. ゆーと叩いてみた。 / 유토 두드려보았다.
9. コンパスローズ / 컴퍼스 로즈
작사: 야오토메 히카루 / 작곡: 카와구치 스스무, Joakim Björnberg, Christofer Erixon / 편곡: Ikuo, 카와구치 스스무
10. Ride With Me
작사: Staxx T(CREAM) / 작곡: ☆Taku Takahashi(m-flo, block.fm), Minami(CREAM) / 편곡: ☆Taku Takahashi(m-flo, blockblock.fm) Track Produced by ☆Taku Takahashi(m-flo, block.fm) Programmed ＆ Mixed by MitsunoriIkeda(Tachytelic Inc.)
11. Come Back...？
작사·작곡: 야오토메 히카루 / 편곡: Thomas Preuss
12. RELOAD
작사: 아리오카 다이키 / 작곡: Joakim Björnberg, Christofer Erixon, Atsushi Shimada / 편곡: Atsushi Shimada
13. はじまりのメロディ / 시작의 멜로디
작사·작곡: 오카다 유타 / 편곡: 이시즈카 토모키
14. AinoArika
작사·작곡: HIKARI / 편곡: 타카하시 테츠야 / Rap 작사: 야오토메 히카루

### 통상반 초회 프레스반
DISC 2
1. My World
작사·작곡·편곡: 이이다 타케히코 / Horns Arrangement: 우에스기 유이치
2. ともだちだよ / 친구야
작사: Vandrythem / 작곡: 이타가키 유스케 / 편곡: 스즈키 마사야
3. Yes! (야마다·타카키·야오토메)
작사: 아미 / 작곡: 미야자키 아유미, 아미 / 편곡: 미야자키 아유미
4. Super Super Night (치넨·나카지마·야부)
작사: Vandrythem / 작곡·편곡: Janne Andersson, Peter Heden / Chorus Arrangement: 타카하시 테츠야
5. Oh!アイドル! / Oh! 아이돌! (오카모토·아리오카·이노오)
작사·작곡·편곡: SRI

## DVD

### 초회 한정반 1
- 앨범 〈smart〉 악곡 해설 인터뷰&레코딩 영상

### 초회 한정반 2
- FOREVER (MUSIC VIDEO)
- 切なさ、ひきかえに (MUSIC VIDEO)